# Новые Братушаны
Новые Братушаны, Брэтушений Ной (рум. Brătușenii Noi) — село в Единецком районе Молдавии. Наряду с селом Брэтушень входит в состав коммуны Брэтушень.

## География
Село расположено на высоте 181 метров над уровнем моря.

## Население
По данным переписи населения 2004 года, в селе Новые Братушаны проживает 609 человек (306 мужчин, 303 женщины).
Этнический состав села:
| Национальность | Число жителей | Процентный состав |
| -------------- | ------------- | ----------------- |
| украинцы       | 527           | 86.54             |
| молдаване      | 51            | 8.37              |
| русские        | 28            | 4.6               |
| гагаузы        | 1             | 0.16              |
| болгары        | 1             | 0.16              |
| прочие         | 1             | 0.16              |
| Всего          | 609           | 100%              |